# باسيل هوفمان
باسيل هوفمان (بالإنجليزية: Basil Hoffman)‏ هو ممثل أمريكي، ولد في 18 يناير 1938 بهيوستن في الولايات المتحدة.

## أعمال

### أفلام
- (1976) كل رجال الرئيس[3]
- (1977) لقاءات قريبة من النوع الثالث[4][5][6]
- (1980) أناس عاديون[7]
- (1988) ميلاجرو
- (2011) الفنان
- (2016) يعيش القيصر[8]

### مسلسلات
- ديناستي
- ذا والتونز

## وصلات خارجية
- باسيل هوفمان على موقع IMDb (الإنجليزية)
- باسيل هوفمان على موقع ألو سيني (الفرنسية)
- باسيل هوفمان على موقع أول موفي (الإنجليزية)
- باسيل هوفمان على موقع قاعدة بيانات الأفلام السويدية (السويدية)
- باسيل هوفمان على موقع قاعدة بيانات الفيلم (الإنجليزية)
- باسيل هوفمان على موقع كينوبويسك (الروسية)